# Љубав на брачни начин
„Љубав на брачни начин” је југословенска телевизијска серија снимљена 1970. године у продукцији ТВ Загреб.

## Епизоде
| Сезона | Епизода | Назив                   | Датум          |
| ------ | ------- | ----------------------- | -------------- |
| 1      | 1       | Љубав                   | 1. јула 1970.  |
| 1      | 2       | Кочница                 | 8. јула 1970.  |
| 1      | 3       | Пас                     | 15. јула 1970. |
| 1      | 4       | Годишњи одмор           | 22. јула 1970. |
| 1      | 5       | Дјевојке долазе у девет | 29. јула 1970. |

## Улоге
| Глумац          | Улога        |
| --------------- | ------------ |
| Ана Карић       | (5 еп. 1970) |
| Бранко Плеша    | (5 еп. 1970) |
| Ервина Драгман  | (1 еп. 1970) |
| Ђурђа Ивезић    | (1 еп. 1970) |
| Борис Михољевић | (1 еп. 1970) |
| Иво Сердар      | (1 еп. 1970) |
| Ивица Видовић   | (1 еп. 1970) |

Комплетна ТВ екипа  ▼
| Редитељ    | Данијел Марушић | (5 еп. 1970) |
| Сценариста | Федор Видаш     | (5 еп. 1970) |